# Joseph (Sachsen-Altenburg)

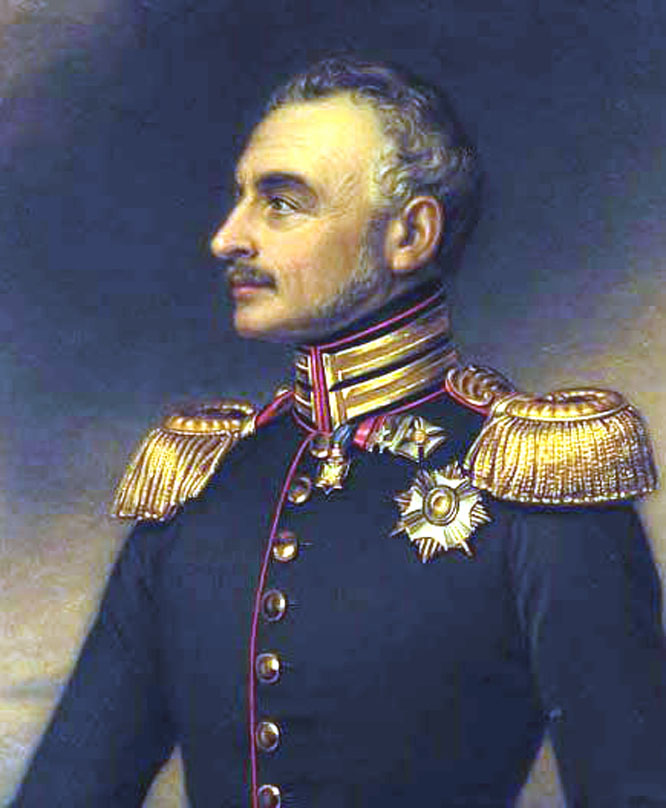
Herzog Joseph von Sachsen-Altenburg, Gemälde von Joseph Karl Stieler, ca. 1848

Joseph Georg Friedrich Ernst Karl von Sachsen-Altenburg (* 27. August 1789 in Hildburghausen; † 25. November 1868 in Altenburg) war von 1834 bis 1848 Herzog von Sachsen-Altenburg.

## Leben
Joseph war ein Sohn des Herzog Friedrich von Sachsen-Hildburghausen (seit 1826 Herzog von Sachsen-Altenburg) und dessen Gemahlin Charlotte von Mecklenburg-Strelitz. Damit gehörte er dem Haus Sachsen-Hildburghausen an, das 1826 in Haus Sachsen-Altenburg umbenannt wurde. Seine Taufpaten waren unter anderem Kaiser Joseph II., Georg III. von Großbritannien und König Friedrich Wilhelm II. von Preußen.
Die Geburt des Erbprinzen wurde in Hildburghausen mit Kanonendonner begrüßt und die Freimaurerloge prägte aus diesem Anlass eine Gedenkmünze. Erzogen wurde Joseph vom Coburger Hofadvokat Friedrich August Scheler. Traditionsgemäß erlernte der Prinz das Handwerk eines Schreiners. 1806 begann Joseph auf Wunsch seiner Mutter sein Studium an der Universität Erlangen. Aus Anlass der Vermählung seiner Schwester Therese mit dem bayerischen Kronprinzen Ludwig wurde er 1810 in den Hubertusorden aufgenommen.
Joseph wurde am 9. Januar 1814 als Volontäroffizier in der Preußischen Armee angestellt und dem Generalleutnant von Kleist zugeteilt. Gemeinsam mit seinem Bruder Georg kämpfte er 1814 in den Befreiungskriegen gegen Frankreich. Als Major im Garde-Ulanen-Regiment schied Joseph am 19. August 1816 aus dem aktiven Dienst. Im November 1849 wurde er zum Chef des 19. Infanterie-Regiments ernannt und bekleidete ab 31. Mai 1859 den Dienstgrad als General der Infanterie. Joseph war auch sächsischer Generalmajor.
Am 24. April 1817 heiratete er in Kirchheim unter Teck Herzogin Amalie (1799–1848), Tochter von Herzog Ludwig von Württemberg.

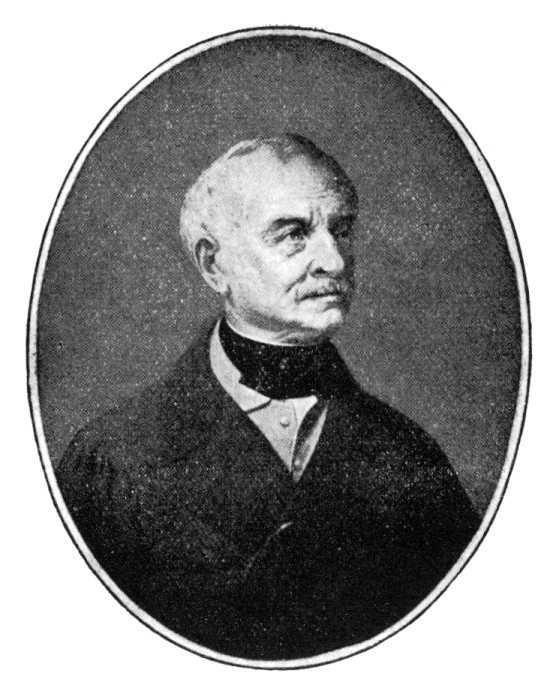
Herzog Joseph I. von Sachsen-Altenburg

Bereits seit 1830 Mitregent seines Vaters, folgte Joseph diesem nach seinem Tod 1834 als Herzog von Sachsen-Altenburg. Im Auftrag seines Vaters erneuerte er 1833 zusammen mit den Herzögen Ernst I. von Sachsen-Coburg und Gotha und Bernhard II. von Sachsen-Meiningen den Herzoglich Sachsen-Ernestinischen Hausorden.
Er führte in Altenburg mehrere Bauten aus, unter anderem das Marstallgebäude, eine Schlosswache, die er in ähnlichem Stil an die Schlosskirche anbauen ließ und 1841 legte er auf dem Friedhof von Altenburg eine neue Fürstengruft an. 1839 wurde der französische Schlosspark in einen englischen Landschaftsgarten umgestaltet. Die unter seinem Vater begonnene Restaurierung des Residenzschlosses wurde unter Joseph beschleunigt fortgesetzt. Das nach ihm benannte Schulgebäude Josefinum entstand 1841.
Joseph regierte konservativ und reformunwillig. Die Landtagssitzungen waren nicht öffentlich und es bestand weiterhin Zunftzwang, was Industrie und Handel hemmte. Joseph begünstigte ultrakirchliche Richtungen und rief 1848 Reichstruppen ins Land, weil Forderungen nach einem Freistaat laut wurden. Er musste schließlich während der bürgerlichen Revolution 1848 von der Regierung zurücktreten, was in den thüringischen Staaten einmalig war. Am 30. November 1848, zwei Tage nach dem Tod seiner Gemahlin, entsagte er, da er keine Söhne hatte, zu Gunsten seines Bruders Georg dem Thron.
1859 kaufte ihm sein Schwiegersohn König Georg V. das nachmalige Altenburgsche Palais.
Nach seiner Abdankung lebte Joseph vor allem auf Schloss Fröhliche Wiederkunft in Wolfersdorf. Er restaurierte es gründlich und rettete es vor dem drohenden Verfall. Joseph unterstützte künstlerische und wissenschaftliche Projekte. Auf seine Kosten ließ er einige Gemälde im Rathaus von Altenburg restaurieren.
Auf Schloss Fröhliche Wiederkunft empfing er am 30. Juni 1866 nach der Schlacht bei Langensalza seinen Schwiegersohn, den eben abgesetzten König Georg V. von Hannover, der von hier aus in sein österreichisches Exil ging. Joseph war so eng mit Wolfersdorf verbunden, dass sein Herz hier an seinem Lieblingsplatz bestattet wurde. In seinem Testament hatte er verfügt: „Ich wünsche möglichst prunklos beigesetzt zu werden. Die Trauerrede soll die Wahrheit sagen, aber ernstlichst dafür gesorgt werden, dass mir keine lügenhaften Schmeicheleien nachgerufen werden, die ich stets im Leben hasste und stets mich gegen sie verwahrte.“

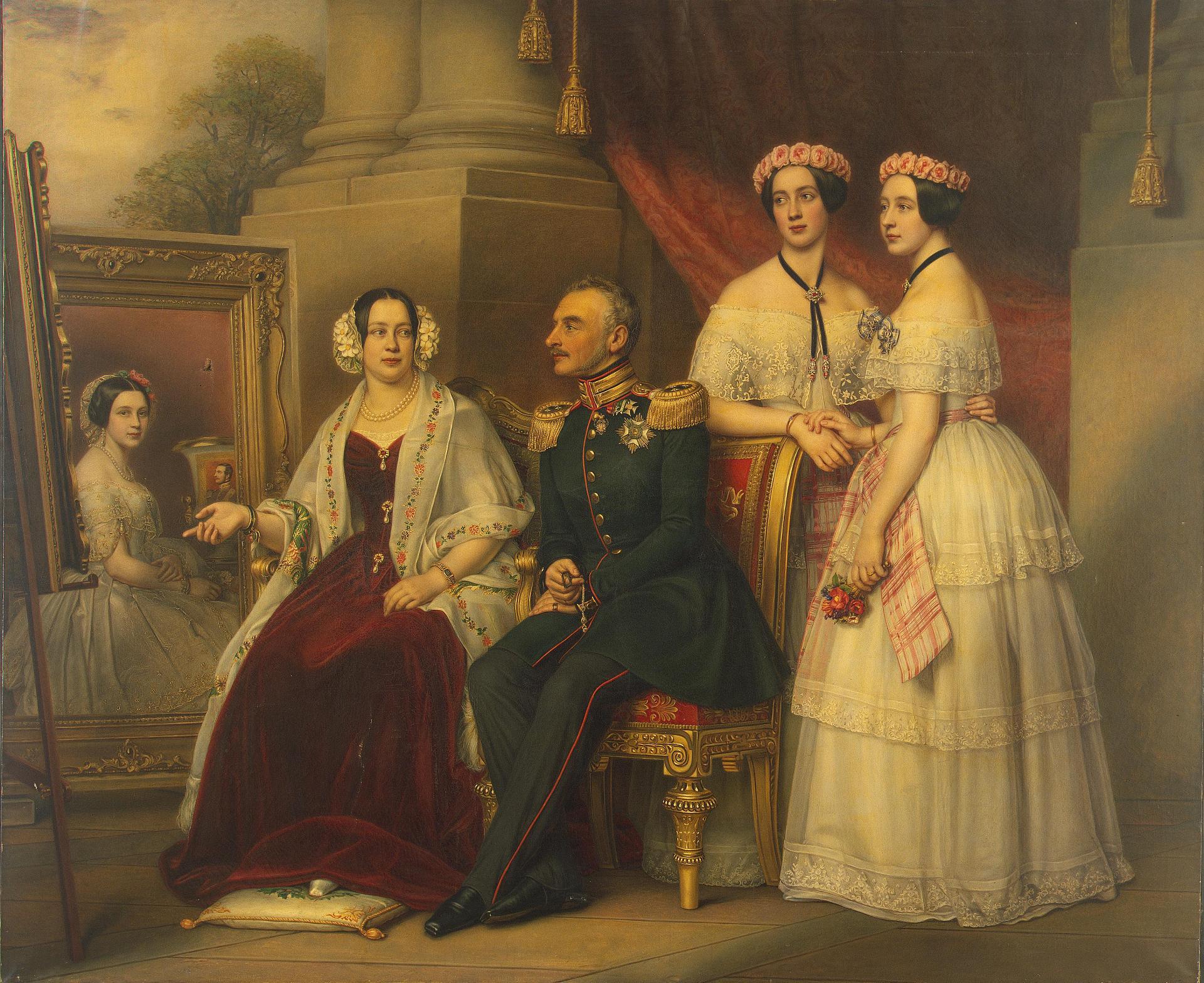
Herzog Joseph von Sachsen Altenburg im Kreis seiner Familie (Gemälde von Joseph Karl Stieler, 1847/48)

## Nachkommen
Mit seiner Ehefrau Amalie hatte Joseph sechs Töchter:
- Marie (1818–1907)

⚭ 1843 König Georg V. von Hannover (1819–1878)
- Pauline (1819–1825)
- Therese (1823–1915)
- Elisabeth (1826–1896)

⚭ 1852 Großherzog Peter II. von Oldenburg (1827–1900)
- Alexandra (1830–1911)

⚭ 1848 Großfürst Konstantin von Russland (1827–1892)
- Luise (1832–1833)

## Vorfahren
| Ahnentafel Joseph von Sachsen-Altenburg (1789–1868) | Ahnentafel Joseph von Sachsen-Altenburg (1789–1868) | Ahnentafel Joseph von Sachsen-Altenburg (1789–1868) | Ahnentafel Joseph von Sachsen-Altenburg (1789–1868) | Ahnentafel Joseph von Sachsen-Altenburg (1789–1868) | Ahnentafel Joseph von Sachsen-Altenburg (1789–1868) | Ahnentafel Joseph von Sachsen-Altenburg (1789–1868) | Ahnentafel Joseph von Sachsen-Altenburg (1789–1868) | Ahnentafel Joseph von Sachsen-Altenburg (1789–1868) |
| --------------------------------------------------- | --- | --- | --- | --- | --- | --- | --- | --- |
| Urgroßeltern                                        | Herzog Ernst Friedrich II. von Sachsen-Hildburghausen (1707–1745) ⚭ 1726 Gräfin Karoline zu Erbach-Fürstenau (1700–1758)                                        | Herzog Ernst Friedrich II. von Sachsen-Hildburghausen (1707–1745) ⚭ 1726 Gräfin Karoline zu Erbach-Fürstenau (1700–1758)                                        | Herzog Ernst August I. von Sachsen-Weimar-Eisenach (1688–1748) ⚭ 1734 Prinzessin Sophie Charlotte von Brandenburg-Bayreuth (1713–1747)                          | Herzog Ernst August I. von Sachsen-Weimar-Eisenach (1688–1748) ⚭ 1734 Prinzessin Sophie Charlotte von Brandenburg-Bayreuth (1713–1747)                          | Prinz Karl (Friedrich Ludwig) zu Mecklenburg (1708–1752) ⚭ 1735 Prinzessin Elisabeth Albertine von Sachsen-Hildburghausen (1713–1761)                           | Prinz Karl (Friedrich Ludwig) zu Mecklenburg (1708–1752) ⚭ 1735 Prinzessin Elisabeth Albertine von Sachsen-Hildburghausen (1713–1761)                           | Prinz Georg Wilhelm von Hessen-Darmstadt (1722–1782) ⚭ 1748 Gräfin Maria Luise Albertine zu Leiningen-Dagsburg-Falkenburg (1729–1818)                           | Prinz Georg Wilhelm von Hessen-Darmstadt (1722–1782) ⚭ 1748 Gräfin Maria Luise Albertine zu Leiningen-Dagsburg-Falkenburg (1729–1818)                           |
| Großeltern                                          | Herzog Ernst Friedrich III. Carl von Sachsen-Hildburghausen (1727–1780) ⚭ 1758 Prinzessin Ernestine Auguste Sophie von Sachsen-Weimar-Eisenach (1740–1786)      | Herzog Ernst Friedrich III. Carl von Sachsen-Hildburghausen (1727–1780) ⚭ 1758 Prinzessin Ernestine Auguste Sophie von Sachsen-Weimar-Eisenach (1740–1786)      | Herzog Ernst Friedrich III. Carl von Sachsen-Hildburghausen (1727–1780) ⚭ 1758 Prinzessin Ernestine Auguste Sophie von Sachsen-Weimar-Eisenach (1740–1786)      | Herzog Ernst Friedrich III. Carl von Sachsen-Hildburghausen (1727–1780) ⚭ 1758 Prinzessin Ernestine Auguste Sophie von Sachsen-Weimar-Eisenach (1740–1786)      | Großherzog Karl II. von Mecklenburg-Strelitz (1741–1816) ⚭ 1768 Prinzessin Friederike Caroline Luise von Hessen-Darmstadt (1752–1782)                           | Großherzog Karl II. von Mecklenburg-Strelitz (1741–1816) ⚭ 1768 Prinzessin Friederike Caroline Luise von Hessen-Darmstadt (1752–1782)                           | Großherzog Karl II. von Mecklenburg-Strelitz (1741–1816) ⚭ 1768 Prinzessin Friederike Caroline Luise von Hessen-Darmstadt (1752–1782)                           | Großherzog Karl II. von Mecklenburg-Strelitz (1741–1816) ⚭ 1768 Prinzessin Friederike Caroline Luise von Hessen-Darmstadt (1752–1782)                           |
| Eltern                                              | Herzog Friedrich von Sachsen-Hildburghausen (ab 1826 Herzog von Sachsen-Altenburg) (1763–1834) ⚭ 1785 Prinzessin Charlotte von Mecklenburg-Strelitz (1769–1818) | Herzog Friedrich von Sachsen-Hildburghausen (ab 1826 Herzog von Sachsen-Altenburg) (1763–1834) ⚭ 1785 Prinzessin Charlotte von Mecklenburg-Strelitz (1769–1818) | Herzog Friedrich von Sachsen-Hildburghausen (ab 1826 Herzog von Sachsen-Altenburg) (1763–1834) ⚭ 1785 Prinzessin Charlotte von Mecklenburg-Strelitz (1769–1818) | Herzog Friedrich von Sachsen-Hildburghausen (ab 1826 Herzog von Sachsen-Altenburg) (1763–1834) ⚭ 1785 Prinzessin Charlotte von Mecklenburg-Strelitz (1769–1818) | Herzog Friedrich von Sachsen-Hildburghausen (ab 1826 Herzog von Sachsen-Altenburg) (1763–1834) ⚭ 1785 Prinzessin Charlotte von Mecklenburg-Strelitz (1769–1818) | Herzog Friedrich von Sachsen-Hildburghausen (ab 1826 Herzog von Sachsen-Altenburg) (1763–1834) ⚭ 1785 Prinzessin Charlotte von Mecklenburg-Strelitz (1769–1818) | Herzog Friedrich von Sachsen-Hildburghausen (ab 1826 Herzog von Sachsen-Altenburg) (1763–1834) ⚭ 1785 Prinzessin Charlotte von Mecklenburg-Strelitz (1769–1818) | Herzog Friedrich von Sachsen-Hildburghausen (ab 1826 Herzog von Sachsen-Altenburg) (1763–1834) ⚭ 1785 Prinzessin Charlotte von Mecklenburg-Strelitz (1769–1818) |
| Herzog Joseph von Sachsen-Altenburg (1789–1868)     | | | | | | | | |